# Metaplatybunus salfi
Metaplatybunus salfi is een hooiwagen uit de familie echte hooiwagens (Phalangiidae).